# Kapazität (Hydraulik)
Die hydraulische Kapazität ist definiert als das proportionale Verhältnis von Volumenstrom zu Druckänderung.

## Hintergrund
Veranschaulichen kann man sich diesen Effekt am Beispiel eines Autoreifens: Selbst wenn der Reifen schon rund und mit Luft gefüllt ist, lässt er sich durch hohen Luftdruck weiter befüllen. Das Luftvolumen, das der Reifen zusätzlich aufnehmen kann, entspricht genau der Druckänderung, multipliziert mit der Kapazität des Reifens. 
In der Hydraulik wird nicht mit Luft, sondern mit Öl gearbeitet, das sich allerdings im Sinne dieses Artikels wie Luft verhält.

## Formel
{\displaystyle C_{h}={\frac {\dot {V}}{\dot {p}}}={\frac {dV}{dp}}\approx {\frac {\Delta V}{\Delta p}}}
{\displaystyle \Leftrightarrow \Delta V=C_{h}\Delta p}.